# 16215 Venkatraman
16215 Venkatraman (2000 CB104) là một tiểu hành tinh vành đai chính được phát hiện ngày 11 tháng 2 năm 2000 bởi Nhóm nghiên cứu tiểu hành tinh gần Trái Đất phòng thí nghiệm Lincoln ở Socorro.